# Digama marchali
Digama marchali là một loài bướm đêm thuộc phân họ Arctiinae, họ Erebidae.